# Битва при Кранноне
Битва при Кранноне (2 августа 322 год до н. э.) — решающее сражение Ламийской войны между македонской армией и войсками греческих полисов.

## Предшествующие события
В 323 г. до н. э. после смерти Александра в Греции вспыхнуло всеобщее восстание против македонского владычества. Поначалу коалиции древнегреческих государств сопутствовала удача: Антипатр, войска которого уступали в численности объединённой греческой армии под командованием Леосфена, был вынужден отступить и укрыться в фессалийском городе Ламии. Греки осадили Ламию, не желая оставлять у себя в тылу македонское войско.
Осада затянулась на всю зиму. Вначале от греческой армии откололись этолийцы, затем во время осады погиб Леосфен, вместо которого был назначен афинянин Антифил, а весной 322 до н. э. из Малой Азии в материковую Грецию прибыли македонские войска под командованием Леонната, насчитывавшие до 20 тысяч воинов, и вторглись в Фессалию. Чтобы не допустить соединения сил македонян, Антифил снял осаду с Ламии и выдвинулся навстречу Леоннату. В конном сражении великолепная фессалийская конница греков под командованием Менона одержала победу, вынудив македонян отступить, причём в сражении погиб Леоннат. Антипатр вышел из Ламии и присоединил к своему войску воинов Леонната. Превосходя греков в численности пехоты, но уступая в коннице, Антипатр был вынужден маневрировать. Время играло на него: из Малой Азии должны были подойти ещё войска, в то время как греческая армия таяла в численности и без сражений, поскольку её отдельные отряды уходили домой.
В Грецию переправилось новое войско македонских ветеранов под командованием Кратера. У города Краннона в Фессалии греческие и македонские войска встретились в бою.

## Ход битвы
Объединённая македонская армия под командованием Антипатра и Кратера насчитывала более 40 тысяч пехоты, 5 тысяч конницы и 3 тысяч легковооружённых воинов (из которых треть составляли персы), в то время как поредевшее греческое войско состояло из 25 тысяч пехоты и 3,5 тысяч конницы. Антифил поставил свою сильную выучкой конницу перед строем пехоты, рассчитывая опрокинуть македонскую кавалерию и окружить пехоту. Однако Антипатр двинул вперёд македонскую фалангу и вытеснил греческую пехоту на пересечённую местность, где греческая конница была бесполезна и не могла прийти пехотинцам на помощь. Греки оказались в сложном положении: они не могли ни уйти с пересечённой местности, ни построить укрепления. Несмотря на то, что потери противников были не очень велики: македоняне потеряли 130 воинов, а греки 500, Антифил и военачальник фессалийской конницы предложили мир.

## Последствия сражения
Переговоры между Антипатром и греческими командирами были прекращены Антифилом, поскольку Антипатр отказался вести их со всей коалицией. Имея численное преимущество, Антипатр начал захватывать один фессалийский город за другим, заключая мир по отдельности с каждым из них. Это привело к тому, что коалиция греческих полисов распалась, греческие контингенты разбежались, и после ухода этолян Афины оказались в одиночестве. К осени 322 года до н. э. после поражения греческого флота в битве при Аморгосе Афины были вынуждены капитулировать, и Ламийская война была греками окончательно проиграна.